# San Paulino, Veracruz
San Paulino är en ort i Mexiko.   Den ligger i kommunen Fortín och delstaten Veracruz, i den sydöstra delen av landet, 230 km öster om huvudstaden Mexico City. San Paulino ligger 1 021 meter över havet och antalet invånare är 160.
Terrängen runt San Paulino är huvudsakligen kuperad, men den allra närmaste omgivningen är platt. Runt San Paulino är det tätbefolkat, med 550 invånare per kvadratkilometer. Närmaste större samhälle är Córdoba, 6,4 km sydost om San Paulino. Trakten runt San Paulino består till största delen av jordbruksmark.